# Blastobasis dyssema
Blastobasis dyssema é uma espécie de mariposa do gênero Blastobasis pertencente à família Coleophoridae.